# 偶然與想像
《偶然與想像》是在2021年上映的日本電影，由3個短篇故事（〈魔法〉（也比不上的虛幻）、〈敞開的大門〉與〈再一次〉）組成，濱口龍介執導。第71屆柏林影展評審團大獎銀熊獎得獎電影。

## 故事
第一個短篇故事〈魔法〉（也比不上的虛幻），講述一位模特兒女生偶然聽到閨密的新戀情，被激發去跟前男友開戰。
第二個短篇故事〈敞開的大門〉，講述一位已婚女大學生被炮友同學要求協助復仇，違心地前往勾引她真心仰慕的教授。
第三個短篇故事〈再一次〉，講述一位女子在街上認出闊別二十年的舊同學，吐露出耿耿於懷的奇情往事。

## 演員列表
魔法（也比不上的虛幻）
- 古川琴音 飾演：芽衣子
- 中島步（日语：中島歩） 飾演：久保田和明
- 玄理（日语：玄理） 飾演：紺野繼美

敞開的大門
- 澀川清彥（日语：渋川清彦） 飾演：瀨川幸治
- 森郁月（日语：森郁月） 飾演：村山奈緒
- 甲斐翔真 飾演：佐佐木

再一次
- 占部房子（日语：占部房子） 飾演：樋口夏子
- 河井青葉（日语：河井青葉） 飾演：小林彩

## 外部連結
- 導演濱口龍介的專訪（日語）
- 互联网电影数据库（IMDb）上《偶然與想像》的资料（英文）